# Our New Policeman
Our New Policeman è un cortometraggio muto del 1906 diretto da Lewin Fitzhamon e interpretato dalle sorelle Hetty e Gertie Potter.

## Trama
Le ragazze del villaggio giocano una serie di scherzi a una recluta della polizia.

## Produzione
Il film fu prodotto dalla Hepworth.

## Distribuzione
Distribuito dalla Hepworth, il film - un cortometraggio di 160 metri - uscì nelle sale cinematografiche britanniche nel settembre 1906. Nel 1907, la Williams, Brown and Earle lo distribuì anche negli Stati Uniti con il titolo The New Policeman.
Si conoscono pochi dati del film che, prodotto dalla Hepworth, fu distrutto nel 1924 dallo stesso produttore, Cecil M. Hepworth. Fallito, in gravissime difficoltà finanziarie, il produttore pensò in questo modo di poter almeno recuperare il nitrato d'argento della pellicola.